# Timber Lake (Dakota del Sur)
Timber Lake es una ciudad ubicada en el condado de Dewey en el estado estadounidense de Dakota del Sur. En el Censo de 2010 tenía una población de 443 habitantes y una densidad poblacional de 420,25 personas por km².

## Geografía
Timber Lake se encuentra ubicada en las coordenadas 45°25′41″N 101°4′29″O / 45.42806, -101.07472. Según la Oficina del Censo de los Estados Unidos, Timber Lake tiene una superficie total de 1.05 km², de la cual 1.05 km² corresponden a tierra firme y (0%) 0 km² es agua.

## Demografía
Según el censo de 2010, había 443 personas residiendo en Timber Lake. La densidad de población era de 420,25 hab./km². De los 443 habitantes, Timber Lake estaba compuesto por el 51.47% blancos, el 0% eran afroamericanos, el 43.12% eran amerindios, el 0% eran asiáticos, el 0% eran isleños del Pacífico, el 0% eran de otras razas y el 5.42% pertenecían a dos o más razas. Del total de la población el 0.45% eran hispanos o latinos de cualquier raza.